# Холт (округ, Небраска)
Округ Холт (англ. Holt County) — округ, расположенный в штате Небраска (США) с населением в 10 435 человек по статистическим данным переписи 2010 года. Столица округа находится в городе О’Нилл.

## История
Округ Холт был образован в 1862 году актом Легислатуры Небраски и получил своё официальное название в честь Джозефа Холта, Генерального почтмейстера и Военного секретаря в администрации президента США Джеймса Бьюкенена.

## География
По данным Бюро переписи населения США округ Холт имеет общую площадь в 6263 квадратных километра, из которых 6250 кв. километров занимает земля и 13 кв. километров — вода. Площадь водных ресурсов округа составляет 0,21 % от всей его площади.

### Соседние округа
- Бойд (Небраска) — север
- Нокс (Небраска) — восток
- Антелоп (Небраска) — юго-восток
- Уилер (Небраска) — юг
- Гарфилд (Небраска) — юг
- Луп (Небраска) — юго-запад
- Рок (Небраска) — запад
- Киа-Паха (Небраска) — северо-запад

## Демография
По данным переписи населения 2000 года в округе Холт проживало 11 551 человек, 3170 семей, насчитывалось 4608 домашних хозяйств и 5281 жилой дом. Средняя плотность населения составляла 2 человека на один квадратный километр. Расовый состав округа по данным переписи распределился следующим образом: 98,86 % белых, 0,03 % чёрных или афроамериканцев, 0,29 % коренных американцев, 0,18 % азиатов, 0,05 % выходцев с тихоокеанских островов, 0,35 % смешанных рас, 0,23 % — других народностей. Испано- и латиноамериканцы составили 0,71 % от всех жителей округа.
Из 4608 домашних хозяйств в 31,60 % — воспитывали детей в возрасте до 18 лет, 60,70 % представляли собой совместно проживающие супружеские пары, в 5,60 % семей женщины проживали без мужей, 31,20 % не имели семей. 28,70 % от общего числа семей на момент переписи жили самостоятельно, при этом 15,10 % составили одинокие пожилые люди в возрасте 65 лет и старше. Средний размер домашнего хозяйства составил 2,46 человек, а средний размер семьи — 3,06 человек.
Население округа по возрастному диапазону по данным переписи 2000 года распределилось следующим образом: 27,30 % — жители младше 18 лет, 5,70 % — между 18 и 24 годами, 24,50 % — от 25 до 44 лет, 22,70 % — от 45 до 64 лет и 19,80 % — в возрасте 65 лет и старше. Средний возраст жителей округа составил 40 лет. На каждые 100 женщин в округе приходилось 96,90 мужчин, при этом на каждых сто женщин 18 лет и старше приходилось 93,50 мужчин также старше 18 лет.
Средний доход на одно домашнее хозяйство в округе составил 30 738 долларов США, а средний доход на одну семью в округе — 37 463 доллара. При этом мужчины имели средний доход в 24 681 доллар США в год против 17 593 долларов США среднегодового дохода у женщин. Доход на душу населения в округе составил 15 256 долларов США в год. 9,80 % от всего числа семей в округе и 13,00 % от всей численности населения находилось на момент переписи населения за чертой бедности, при этом 15,00 % из них были моложе 18 лет и 12,10 % — в возрасте 65 лет и старше.

## Основные автодороги
- US 20
- US 275
- US 281
- Автомагистраль 11
- Автомагистраль 95

## Населённые пункты

### Города
- Аткинсон
- О’Нилл
- Амелия

### Деревни
| - Чеймберс - Эммет | - Эвинг - Инмэн | - Пейдж - Стюарт |

### Другие
- Амелия

### Тауншипы
| - Антелоп - Аткинсон - Белль - Чемберс - Кливленд - Колмен - Конли - Дилойт - Дастин - Эммет - Эвинг - Фэрвью - Фрэнсис | - Голден - Грэттен - Грин-Вэлли - Холт-Крик - Инмэн - Айова - Джози - Лейк - Макклюр - Пэддок - Плезант-Вью - Рок-Фолс | - Санд-Крик - Саратога - Скотт - Шамрок - Шеридан - Шилдс - Стил-Крик - Стюарт - Суон - Вердигриз - Уиллоудейл - Вайоминг |